# Johann Simon Conrad
Johann Simon Conrad, magyaros írásmóddal Conrad János Simon (Nagyszeben, 1772. december 26. – Felek, 1810. május 12.) evangélikus lelkész, gimnáziumi igazgató-tanár.

## Élete
1794-től tanult Jénában és Lipcsében; 1805–1807 között a nagyszebeni gimnázium rektora volt; 1807. november 5-én evangélikus lelkész lett Feleken.

## Munkái
- De animae cognitione generali dissertatio. Cibinii, 1801.
- Ueber die Verwandtschaft der Siebenbürgisch-Sächsischen Sprache mit der Englischen. (Siebenb. Prov. Blätter II. 14–20.)